# 315P/LONEOS
315P/LONEOS è una cometa periodica appartenente alla famiglia delle comete gioviane.
La cometa è stata scoperta dal programma di ricerca astronomica LONEOS il 3 novembre 2004. Inizialmente è stata ritenuta un asteroide e come tale denominata 2004 VR8, il 19 novembre 2004 si è scoperto che in effetti era una cometa e quindi è stata ridenominata P/2004 VR8 LONEOS, la sua riscoperta il 6 novembre 2013 ha permesso di numerarla.
Il 22 agosto 2007 la cometa è passata a 0,395 UA dal pianeta Giove.